# Ivy Taylor

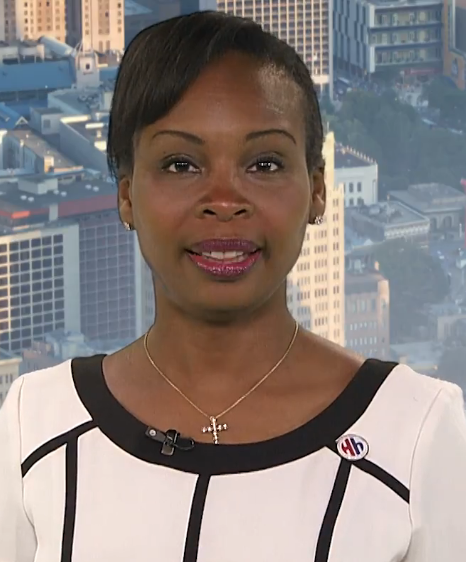
Ivy Taylor (2017)

Ivy Ruth Taylor (* 17. Juni 1970 in Brooklyn, New York) ist eine US-amerikanische Politikerin. Sie ist Mitglied der Demokratischen Partei und war vom 22. Juli 2014 bis zum 21. Juni 2017 Bürgermeisterin der Stadt San Antonio im Bundesstaat Texas. Taylor war die erste afroamerikanische Bürgermeisterin von San Antonio sowie das erste afroamerikanische, weibliche Stadtoberhaupt einer Stadt in den Vereinigten Staaten mit mehr als einer Million Einwohnern. Seit Juni 2020 ist sie Präsidentin des Rust College in Holly Springs, Mississippi.

## Leben
Die Eltern von Ivy Taylor stammen ursprünglich aus Wilmington im Bundesstaat North Carolina und kamen vor ihrer Geburt nach New York City. Taylor wurde in Brooklyn geboren und wuchs in Jamaica, einem Stadtteil des New Yorker Stadtbezirkes Queens, auf, wo sie die Schule besuchte. Nach ihrem Schulabschluss begann Taylor ein Studium der Amerikanistik an der Yale University und erwarb dort 1992 den Bachelor of Arts. Danach erwarb sie an der University of North Carolina at Chapel Hill ihren Master of Science im Fachbereich Städteplanung. Während dieses Studiums absolvierte sie 1997 ein Praktikum bei der San Antonio Affordable Housing Association.
Nach ihrem Studienabschluss im Jahr 1999 kehrte Ivy Taylor nach San Antonio zurück und begann im Housing and Community Development Department der Stadt zu arbeiten. Von 2006 bis 2008 gehörte Taylor der Stadtplanungskommission von San Antonio an. 2009 wurde Taylor als Repräsentantin des zweiten Stadtbezirkes in den Stadtrat von San Antonio gewählt. 2011 und 2013 erfolgten jeweils Wiederwahlen. Nachdem der damals amtierende Bürgermeister Julián Castro im Juli 2014 von Präsident Barack Obama zum Wohnungsbau- und Stadtentwicklungsminister ernannt worden war, wurde Taylor in einer Abstimmung innerhalb des Stadtrates zur neuen Bürgermeisterin ernannt.
Nachdem Taylor angekündigt hatte, nur Castros Amtszeit beenden zu wollen und nicht bei der Bürgermeisterwahl in San Antonio 2015 anzutreten, gab sie am 16. Februar 2015 schließlich doch ihre Kandidatur bekannt. Bei der Wahl am 9. Mai 2015 erhielt Taylor mit 28,4 Prozent die zweitmeisten Stimmen hinter der früheren Repräsentantin Leticia Van de Putte. In der folgenden Stichwahl konnte jedoch Taylor mehr Wähler für sich gewinnen. Am 13. November 2016 erklärte Taylor, bei der Bürgermeisterwahl im folgenden Jahr für eine zweite vollständige Amtszeit zu kandidieren. Bei der Wahl am 6. Mai 2017 lag Taylor mit 42,01 Prozent der Stimmen noch vor ihrem Gegenkandidaten Ron Nirenberg, dem sie bei der Stichwahl am 10. Juni 2017 jedoch unterlag.
Nach ihrer Niederlage bei der Bürgermeisterwahl arbeitete Taylor kurze Zeit als Beraterin und nahm dann ein zweijähriges Doktoratsstudium des Hochschulmanagements an der University of Pennsylvania auf, das sie im August 2020 mit dem Doctor of Education abschließen wird. Am 12. Mai 2020 wurde sie zur Präsidentin des Rust College, eines historisch afroamerikanischen Colleges in Holly Springs, Mississippi ernannt. Sie trat das Amt zum 1. Juni 2020 an.
Ivy Taylor betrachtet sich selbst als politisch unabhängig, ist jedoch offiziell als Mitglied der Demokratischen Partei eingetragen. Taylor ist verheiratet und hat eine Tochter, mit der sie in Holly Springs lebt. Die Familie besitzt zudem ein Haus in Dignowity Hill, einem Stadtbezirk im Osten von San Antonio, das seit ihrem Umzug nach Mississippi vor allem Taylors Mann Rodney verwaltet. Seit 2009 ist Ivy Taylor Gastdozentin am University of Texas at San Antonio College of Public Policy.